# 郡山町 (鹿児島市)
郡山町（こおりやまちょう）は、鹿児島県鹿児島市の町。旧薩摩国日置郡郡山郷郡山村、日置郡郡山村大字郡山、日置郡郡山町大字郡山。郵便番号は891-1105。人口は2,998人、世帯数は1,383世帯（2020年4月1日現在）。

## 地理
鹿児島市の北端部、甲突川上流域に位置している。町域の北方には薩摩川内市入来町浦之名、南方に小山田町、東方に油須木町、花尾町、西方に西俣町、郡山岳町が接している。
甲突川にほぼ沿って国道328号が南北に通っており、中央部で東西に通っている鹿児島県道40号伊集院蒲生溝辺線が交差する。また西部で県道40号が鹿児島県道36号川内郡山線と交差し北方に通っている。集落は上之丸・小浦・大浦・茄子田・上常盤・清和・坪久田・中福良・賦合・上園・柿木平がある。中央部には鹿児島市役所郡山支所（旧郡山町役場）があり、2004年の市町村合併以前は郡山町の中心地であった。

### 土地区画整理事業
南部の郡山市街地の46.2ヘクタールの区域において1995年（平成7年）から郡山都市計画事業郡山中央土地区画整理事業が行われており、2025年（令和7年）に整備が完了する予定である。

### 山岳
- 八重山（標高：676.8 メートル[10]）[11]

### 池

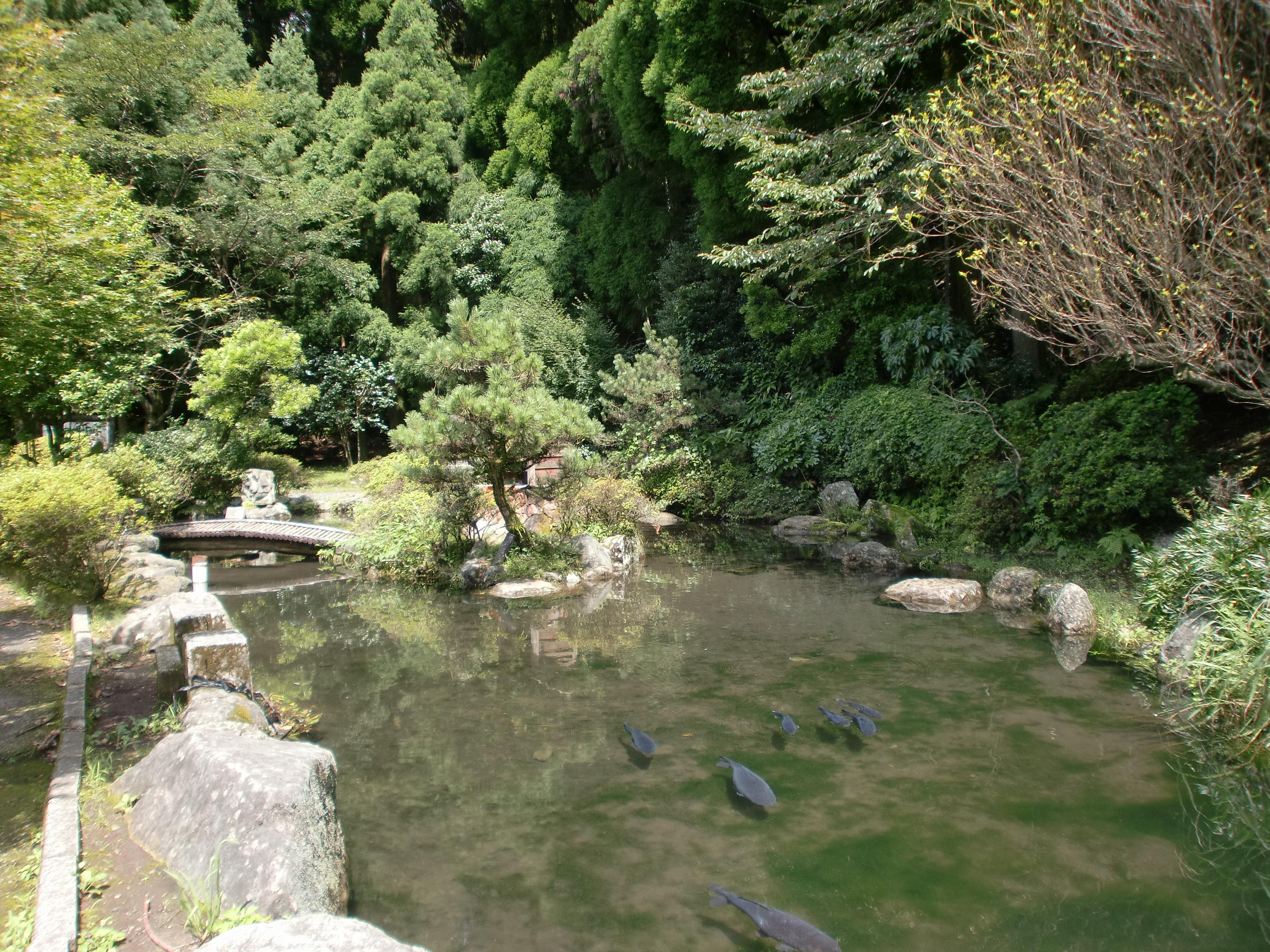
甲突川の源流にある甲突池

- 甲突池（甲突川源流）[12]

### 河川
- 甲突川[12]
町域内の甲突池を源流とする甲突川水系の本流であり二級河川である。町域のほぼ中央部を南方に向けて流れ、中心部で支流である油須木川と合流する[12]。
  - 油須木川[12]
  - 雑田川

### 景観形成重点地区
景観法（平成16年法律第110号）に基づいて鹿児島市が指定した景観形成重点地区は以下のとおりである。
- 八重の棚田地区（The Yae Terraced Rice-Fields region） - 2013年（平成25年）10月1日指定[14]

### 町名の由来
「郡山」という地名は日置郡の郡家（郡衙）が所在していたことに由来する。

## 歴史

### 前史時代
郡山町の区域では常盤原地区において縄文時代・弥生時代・古墳時代の遺跡である常盤原遺跡が2000年（平成12年）に発見された。主に縄文時代の集石遺構や古代の焼土遺構がみられ、縄文土器や弥生土器、古墳時代の成川式土器、須恵器などが発掘されている。常盤原遺跡から墨書土器と滑石製の石鍋が発掘されていることから「郡山郷土史」では郡山においても文字を理解できる人間がおり、勢力を持った有力者がいたのであろうと推測している。

### 郡山の成立と中世
郡山という地名は鎌倉時代より見え、薩摩国満家院のうちであった。建保2年（1214年）に加治木氏の恒平が郡山を安堵され、その子である良平が郡山氏を名乗ったが、承久の乱で加治木氏が勢力を失うと税所氏の手に移った。延応2年（1240年）の比丘尼菩薩房・生阿弥陀仏田地去状に郡山という地名が見え、税所氏が治めていたが、鎌倉時代末期に税所氏から上原基員に与えられた。
南北朝期に入り、それまで郡山を治めていた税所氏は守護島津氏の攻撃により勢力を失い、郡山は島津氏側陣営であった郡山頼平によって治められることになった。観応元年（1350年）に伊集院忠国が郡山城を3日間包囲した後に郡山頼平は郡山城を放棄し、一帯は伊集院氏の配下となった。しかし、伊集院氏は後に島津氏により追われ、肥後国へ逃亡したため、郡山の区域は島津氏の直轄領となった。

### 近世の郡山村
江戸時代には薩摩国日置郡郡山郷（外城）のうちであった。村高は「天保郷帳」では1,793石余、「郡村高辻帳」では1,793石余、「三州御治世要覧」では1,753石余、「旧高旧領取調帳」では1,833石余であった。18世紀から明治時代にかけて100石前後の石高増加がみられる。
村の中央にあたる郡山城の麓には郡山郷の地頭仮屋が置かれ、その周辺に麓集落が形成されており、郡山の行政・経済の中心地となっていた。天正年間に島津義久から平田光宗に対して郡山村が与えられて平田氏の領地となっていたが、光宗の孫である平田増宗が慶長15年（1610年）に島津家久の命により暗殺されたのちは薩摩藩藩主の島津氏の直轄領となった。安永6年（1777年）には村検地が郡山村で実施されたとされる。村の中央部を郡山筋が通り北薩と鹿児島城下を結んでいた。
明治時代になると村の南西部に戸長役場が設置された。1878年（明治11年）に公布された郡区町村編制法により郡山村は第21大区第5小区となった。1882年（明治15年）頃の「鹿児島県地誌」によれば郡山郷では人口が最も多く、1,502名が居住しており、うち952名が士族であった。1884年（明治17年）5月に郡山郷の戸長役場が統合され、郡山に置かれた戸長役場は郡山外五ヶ村戸長役場となった。

### 町村制施行以降
1889年（明治22年）4月1日には町村制が施行されたのに伴い、それまで郡山郷を構成していた厚地村、東俣村、川田村、油須木村、郡山村、西俣村の6村を合併し日置郡郡山村が自治体として発足した。それまでの郡山村の区域は郡山村の大字「郡山」となった。郡山村役場は郡山の地頭仮屋が置かれていたかつての郡山小学校の隣接地に置かれた。1912年（大正元年）には郡山尋常高等小学校の校地拡張に伴い賦合に役場が移転した。
第二次世界大戦終戦後には笹之段・雪元の2集落で農地開拓が行われ、笹之段集落では188反歩、雪元集落では235反歩の農地が開拓された。1956年（昭和31年）9月30日には郡山村が下伊集院村の一部（大字有屋田、大字嶽）を編入し、同時に町制施行して郡山町となった。1971年（昭和46年）には郡山小学校が常盤小学校・大谷小学校と統合し新たに郡山小学校が設置されて翌年の1972年（昭和47年）には新校舎に移転した。1975年（昭和50年）にそれまで郡山小学校として使用されていた校舎に郡山町役場が移転した。1985年（昭和60年）10月30日には現在の鹿児島市役所郡山支所の敷地に新たに郡山町役場庁舎を建設して移転した。
2004年（平成16年）11月1日に郡山町が鹿児島郡吉田町、桜島町、日置郡松元町、揖宿郡喜入町と共に鹿児島市に編入された。合併に際して設置された法定合併協議会である鹿児島地区合併協議会における協議によって、郡山町の区域の大字については「字の区域を廃止し、当該廃止された字の区域に相当する区域により新たに町の区域を設定し、その名称については表示案に基づき、各町の意向を尊重し合併までに調整するものとする」と協定された。
前述の協定に基づいて、合併前の10月26日に鹿児島県の告示である「 町の区域の設定及び字の廃止」が鹿児島県公報に掲載された。この告示の規定に基づき、それまでの大字郡山は廃止され、大字郡山の全域を以て新たに鹿児島市の町「郡山町」が設置された。

## 人口
以下の表は国勢調査による小地域集計が開始された1995年以降の人口の推移である。
| 年                 | 人口  |
| ------------------ | ----- |
| 1995年（平成7年）  | 2,882 |
| 2000年（平成12年） | 2,994 |
| 2005年（平成17年） | 3,089 |
| 2010年（平成22年） | 3,052 |
| 2015年（平成27年） | 2,912 |

## 文化財

### 市指定
- 上園の田の神（有形民俗文化財（風俗資料））[41]
- 常盤五輪塔群（記念物（史跡））[41]

## 施設

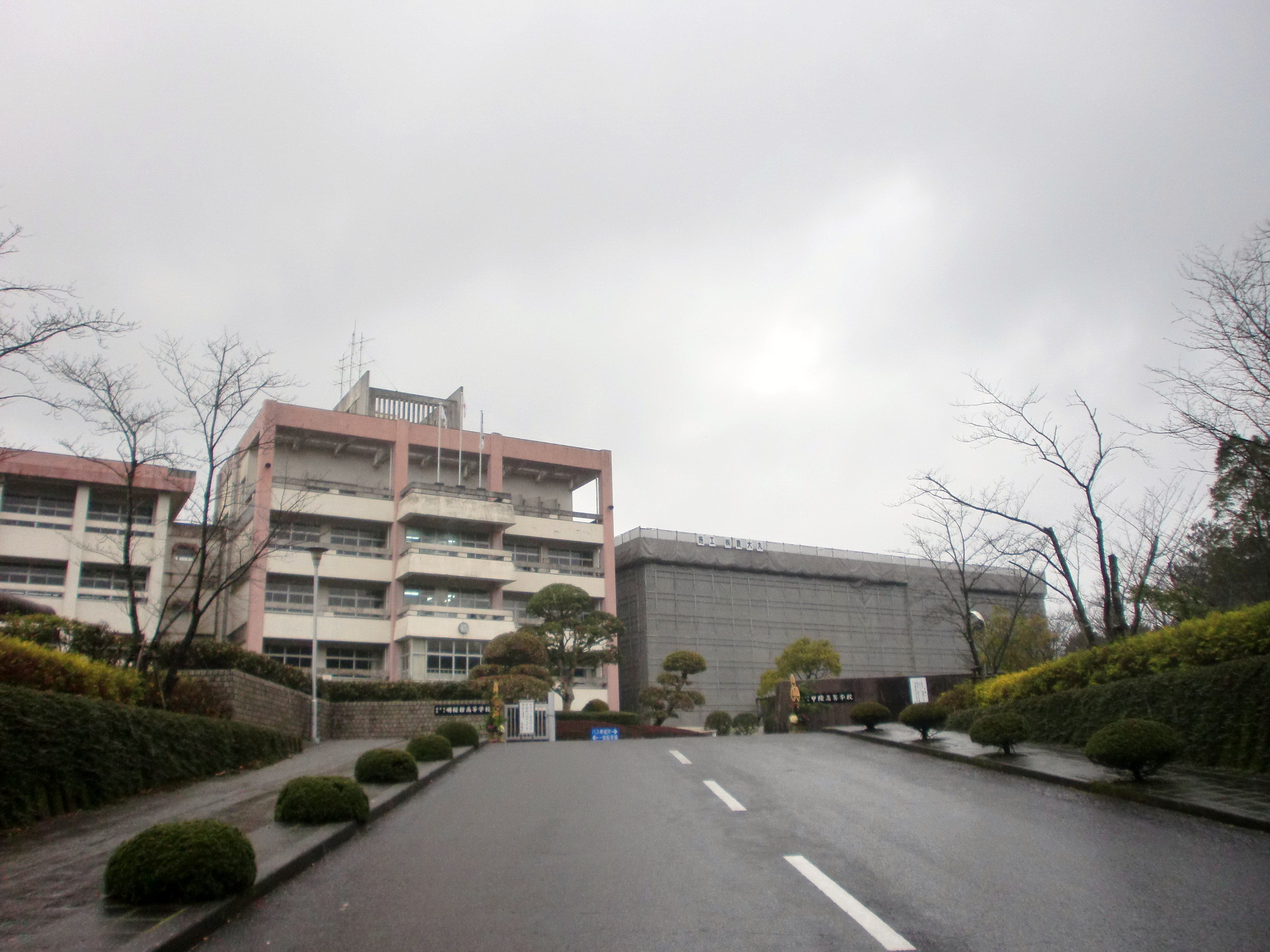
鹿児島県立明桜館高等学校

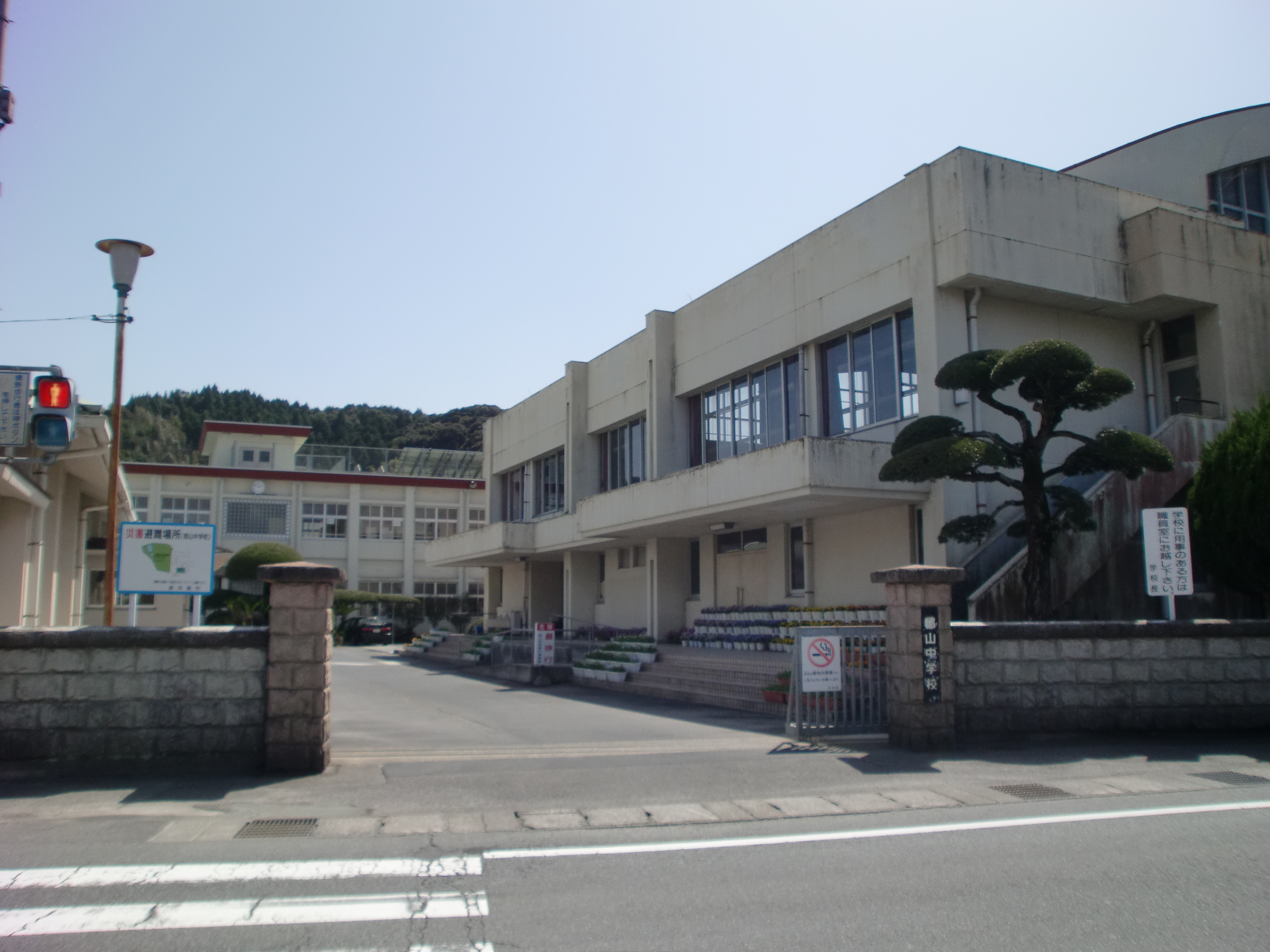
鹿児島市立郡山中学校

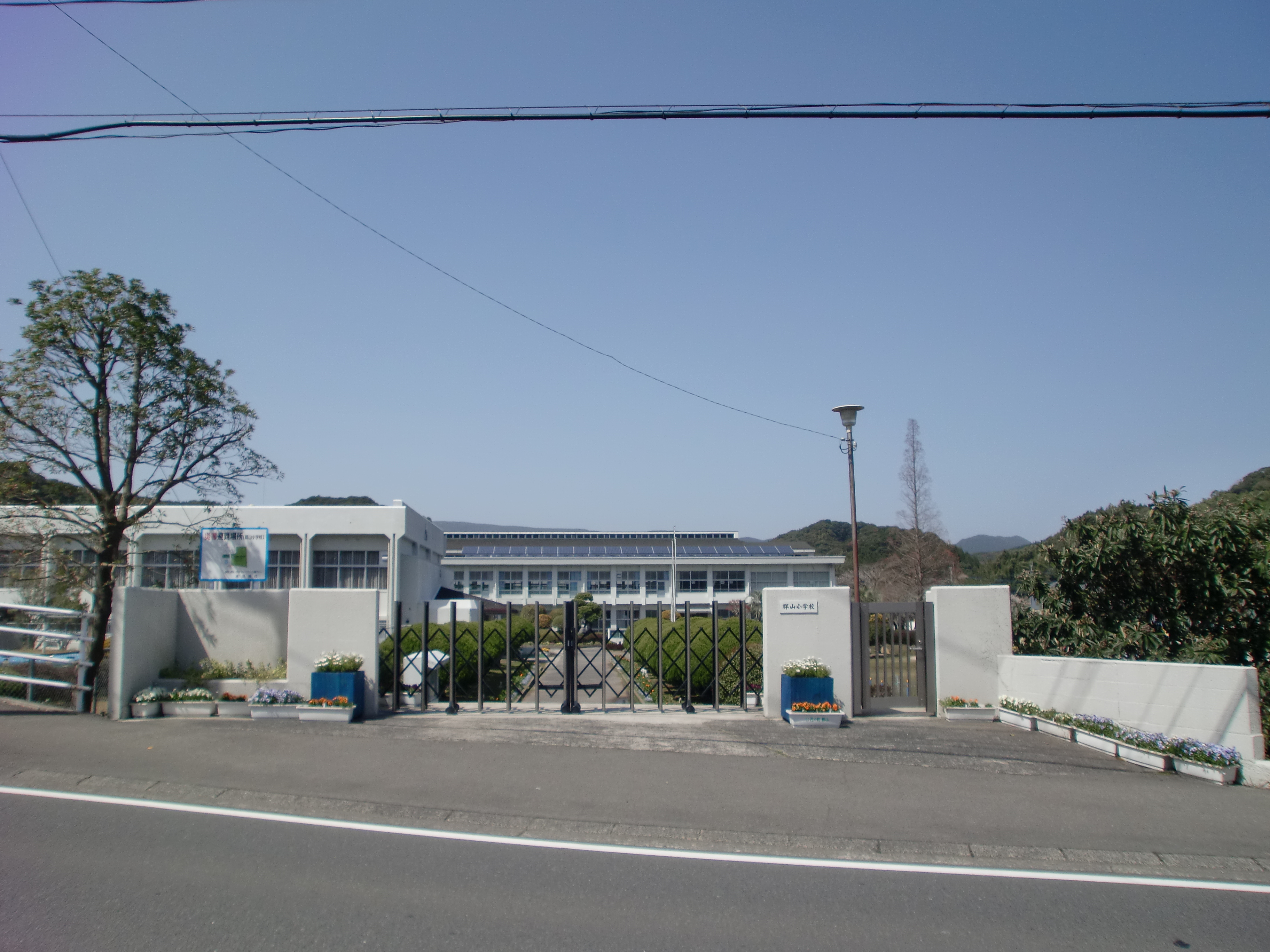
鹿児島市立郡山小学校

### 公共
- 鹿児島市役所郡山支所[42]
  - 郡山地区保健センター[43]
- 鹿児島県警察鹿児島西警察署郡山交番[44]
- 鹿児島市消防局西消防署郡山分遣隊[45]
- 鹿児島市郡山公民館[46]
- 高齢者福祉センター郡山[47]
- 八重山公園[48]
- 郡山早馬球技場[49]
- 郡山児童センター[50]

### 教育
- 鹿児島県立明桜館高等学校[51]
- 鹿児島市立郡山中学校[52]
- 鹿児島市立郡山小学校[53]
- 郡山保育園[54]
- 鹿児島市立郡山学校給食センター[55]

### 郵便局
- 郡山郵便局[56]

### 寺社
- 菅原神社[57]
- 潜木神社[57]
- 稲荷神社[58]
- 山衹神社[58]
- 山の神神社[59]
- 光明寺（浄土真宗本願寺派）[60]
- 一乗院

### その他
- 後醍院宗重夫妻の墓[61]
- 桜島爆発記念碑[62]

## 教育
教育施設は鹿児島県立明桜館高等学校、鹿児島市立郡山中学校、鹿児島市立郡山小学校がある。
かつては鹿児島県立甲陵高等学校があり、1976年（昭和51年）に新設された。甲陵高校は2012年3月末をもって鹿児島県立鹿児島西高等学校と統合して明桜館高等学校が2010年（平成22年）に設置されたことから閉校した。

### 小・中学校の学区
市立小・中学校に通う場合、学区（校区）は以下の通りとなる。
| 町丁   | 番・番地 | 小学校               | 中学校               |
| ------ | -------- | -------------------- | -------------------- |
| 郡山町 | 全域     | 鹿児島市立郡山小学校 | 鹿児島市立郡山中学校 |

## 交通

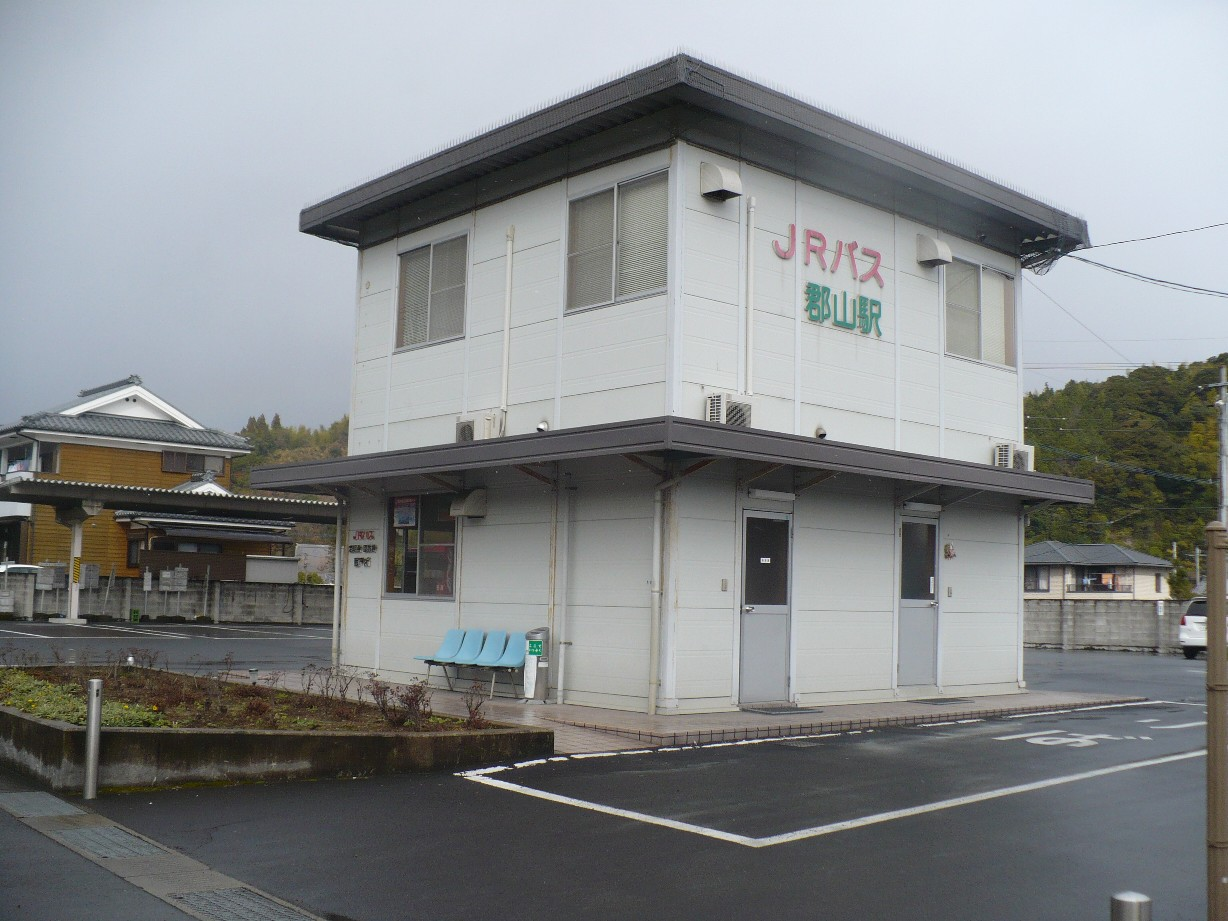
薩摩郡山駅（自動車駅）

### 道路
一般国道
- 国道328号

主要地方道
- 鹿児島県道36号川内郡山線
- 鹿児島県道40号伊集院蒲生溝辺線

### 路線バス
- JR九州バス北薩線[65]
  - （小山田経由） - 池田鼻 - 柿木平 - 上園 - 明桜館前 - 明桜館高校 - 郡山鹿銀前 - 薩摩郡山駅（自動車駅）
  - （川田経由） - 郡山支所前 - 郡山麓 - 薩摩郡山駅（自動車駅）
- 鹿児島交通
  - 56 鹿児島駅～岳
    - 池田鼻 - 柿木平 - 上園 - 明桜館高校入口 - 郡山鹿銀前 - 郡山麓 - 郡山農協前 - 寺下 - 大浦口 - 坪久田 - 清和 - 常盤 - 上常盤 - 平原峠 -

  - 57 鹿児島駅～伊集院～串木野
    - 池田鼻 - 柿木平 - 上園 - 明桜館高校入口 - 郡山鹿銀前 - 郡山麓 - 郡山農協前 - 郡山小前 -
- 鹿児島市コミュニティバス（あいばす）[66]
  - （月・水・金運行）
    - （西俣・中心部コース）池田鼻 - Aコープ前 - 柿木平 - 上園 - 薩摩郡山 - 郡山麓 - 郡山農協前 - 郡山小 - 中福良 - 郡山保育園 - 坪久田 - 清和 - 常盤 - 常盤集落センター前 - 上常盤 - 柴立 - 平原峠 - （西俣町） - 雪元集落センター前 - 東雪元 - 八重下 - 上之丸公民館 - 八重上 - 甲突池 - 八重山公園 - 甲突池 - 八重上 - 上之丸公民館 - 八重下 - 小浦 - 大谷山 - 薩摩大浦 - 大浦中 - 大浦下 - 仁田原 - 上常盤 -
    - （東俣・中心部コース）池田鼻 - Aコープ前 - 柿木平 - 上園 - 高校入口 - 郡山鹿銀前 - 郡山支所 - 郡山支所前 -

  - （火・木・土運行）
    - （西俣・中心部コース）池田鼻 - Aコープ前 - 柿木平 - 上園 - 薩摩郡山 - 郡山麓 - 郡山農協前 - 郡山小 -
    - （東俣・中心部コース）池田鼻 - Aコープ前 - 柿木平 - 上園 - 高校入口 - 郡山鹿銀前 - 郡山支所 - 郡山支所前 -